# 高屏雷公
高屏雷公是一支存在於1997年至2002年的台灣大聯盟球隊。
高屏雷公是以高雄、屏東地區為屬地的球隊，以高雄縣澄清湖棒球場（今高雄市立澄清湖棒球場）為主場。最初由飲料廠益華公司認養，並以旗下出產的生活系列飲料為名稱，命名高屏生活雷公隊；2000年才由原本認養勇士隊的年代影視接手。
2003年，中華職棒和台灣大聯盟合併後，原本的四支球隊裁成兩隊，高屏雷公和台北太陽合併成一隊，並和嘉南勇士及台中金剛合併的金剛交換隊名，成為金剛隊。

## 歷年戰績
| 年度   | 總教練   | 名次 | 出賽 | 勝 | 敗 | 和 | 勝率 | 勝差 | 備註     |
| ------ | -------- | ---- | ---- | -- | -- | -- | ---- | ---- | -------- |
| 1997年 | 山根俊英 | 3    | 96   | 42 | 51 | 3  | .452 | 10   | 生活雷公 |
| 1998年 | 山根俊英 | 1    | 108  | 62 | 45 | 1  | .579 | －   | 生活雷公 |
| 1999年 |          | 4    | 84   | 36 | 47 | 1  | .434 | 13   | 生活雷公 |
|        | 山根俊英 |      | 72   | 26 | 45 | 1  | .366 |      | 生活雷公 |
|        | 希爾頓   |      | 12   | 10 | 2  | 0  | .833 |      | 生活雷公 |
| 2000年 | 徐生明   | 2    | 84   | 40 | 43 | 1  | .482 | 12.5 | 年代雷公 |
| 2001年 | 徐生明   | 3    | 60   | 31 | 28 | 1  | .525 | 12   | 年代雷公 |
| 2002年 | 徐生明   | 2    | 72   | 34 | 37 | 1  | .479 | 13   | 年代雷公 |

## 隊名沿革
- 元年：高屏生活雷公（1997年—1999年）
- 四年：高屏年代雷公（2000年—2002年）

## 球隊基本資料
- 贊助單位：那魯灣股份有限公司
- 創隊日期：1996年12月1日
- 球隊主場：澄清湖棒球場、高雄市立立德棒球場、屏東縣立棒球場

## 歷任球員
投手部份：
林英傑、林讚薪、黃輝榮、龍戈、楊燦宗、高玉龍、蔡仕勤、
白瑞德、曹錦輝、許文雄、李風華、羅德里、李逸楠、陳榮興。
吳坤峰、文雄、勞勃、王玉鎮。
野手部分：
黃龍義、路易士、李奇嶽、布拉德、羅世幸、
陳該發、趙立、洪一中、鄭景益、賴建男、路易仕、李居明、林郁捷
將軍、呂明賜、湯登凱、吳孟才、林克、歐斯納、呂俊雄、
周森毅、陳昭穎、郭昌廷、潘忠韋、鄞明村、李健志

## 特殊事蹟

### 整體紀錄
- 元年（1997年）：年度第三多積分【87分】(史上唯一)
- 二年（1998年）：年度最多勝場【62勝】(45 敗 01 和 0.579 勝率)
- 二年（1998年）：年度最多安打【1074支】
- 二年（1998年）：年度最多全壘打【90支】
- 二年（1998年）：客場連勝記錄【12場】(6月30日～8月30日)

### 團隊打擊紀錄
- 元年（1997年）：6月13日兩隊單場最多全壘打【08支】對手金剛
- 二年（1998年）：單隊連續場次全壘打【08場】(6月6日～8月5日)
- 三年（1999年）：5月15日兩隊最多安打【37支】對手金剛
- 三年（1999年）：6月13日兩隊連續場次全壘打【8支】對手金剛

### 年度總冠軍
- 無
- 二年(1998)（單一球季）例行賽冠軍

## 外部連結
- 高屏雷公在台灣棒球維基館上的頁面（繁體中文）